# Open Rights Group
De Open Rights Group (ORG) is een Britse organisatie die werkt aan het behoud van digitale rechten en vrijheden door middel van het voeren van campagnes op dit gebied en het opzetten van een gemeenschap van activisten. Deze campagnes gaan over tal van zaken, waaronder surveillance, het filteren van het internet, censuur en intellectuele eigendomsrechten.

## Geschiedenis

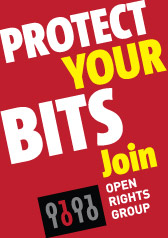
Open Rights Group poster

De organisatie is opgericht door Danny O'Brien, Cory Doctorow, Ian Brown, Rufus Pollock, James Cronin, Stefan Magdalinski, Louise Ferguson en Suw Charman na een paneldiscussie op Open Tech 2005. O'Brien maakte de volgende belofte op PledgeBank, die hij op 23 juli 2005 plaatste, met een einddatum van 25 december 2005: "ik zal u een machtiging van 5 pond per maand sturen voor de ondersteuning van een organisatie die campagne voert voor digitale rechten in het Verenigd Koninkrijk, maar alleen als 1000 andere mensen dat ook doen." Deze belofte bereikte 1000 mensen op 29 November 2005. De Open Rights Group werd opgestart op een "sell-out" - bijeenkomst in Soho, Londen.

## Werk
De groep heeft bijdragen geleverd aan het All Party Internet Group (APIG) onderzoek naar digital rights management en de Gowers Evaluatie van Intellectueel Eigendom.
De groep kreeg, samen met No2ID, Liberty, Genewatch UK en anderen, veel lof tijdens de Big Brother Awards van Privacy International in 2008, als een erkenning voor hun inspanningen voor het op afstand houden van surveillance van zowel de staat als commerciële bedrijven.
In 2010 heeft de groep samengewerkt met 38 Degrees om zich te verzetten tegen de invoering van de Digital Economy Act, die werd aangenomen in april 2010.

## Doelen
- Samenwerken met andere organisaties die opkomen voor digitale rechten en verwante onderwerpen
- Het bevorderen van een gemeenschap van campagne voerende vrijwilligers, van activisten tot technische en juridische deskundigen.
- Het beschermen en uitbreiden van de traditionele burgerlijke vrijheden in de digitale wereld.
- Het aanbieden van een clearinghouse voor de media, dat journalisten met experts en activisten.in contact brengt
- Het vergroten van de bewustwording in de media van de schendingen van digitale rechten.

## Interessegebieden
Hoewel de organisatie gericht is op de impact van digitale technologie op de vrijheid van de Britse burgers, wijdt de organisatie zich binnen deze categorie aan veel verschillende onderwerpen. Deze zijn onder andere:

### Toegang tot kennis
- Auteursrecht
  - Creative Commons
  - Vrije en opensourcesoftware
  - Het publieke domein
- Auteursrecht op werken van de staat
- Digital rights management
- Octrooi op software

### Vrijheid van meningsuiting en censuur
- Het filteren van het internet
- Recht op parodie
- s. 127 Communications Act 2003

### Overheid en democratie
- Elektronisch stemmen
- Openbaarheid van bestuur

### Privacy, surveillance en censuur
- Het automatisch volgen van voertuigen
- Bewaren van communicatiegegevens
- Gebruikersbeheer
- Netneutraliteit
- Medische database van NHS patiënten
- De DNA-gegevens van de politie
- Radio-frequency identification (RFID)

## Structuur
ORG heeft betaalde medewerkers, dit zijn:
- Jim Killock (directeur)
- Javier Ruiz Diaz (campagnevoerder)

Oud-medewerkers zijn Suw Charman-Anderson en Becky Hogge, allebei voormalig directeur, coördinator van elektronisch stemmen Jason Kitcat, actievoerder Peter Bradwell, campagnevoerder Katie Sutton en beheerder Katerina Maniadaki. De weldoener van de groep is Neil Gaiman. Sinds februari 2011 heeft de groep in totaal 22.000 aanhangers, van wie 1400 betalende donateurs zijn.

## ORGCON
ORGCON was de eerste conferentie gewijd aan digitale rechten in het Verenigd Koninkrijk, op de markt gebracht als "een spoedcursus in de digitale rechten". Het werd voor het eerst gehouden in 2010 aan de City University in Londen en omvatte lezingen van Cory Doctorow, politici en soortgelijke pressiegroepen zoals Liberty, NO2ID en Big Brother Watch. ORGCON is sindsdien gehouden in 2012, 2013 en 2014.